# Jonah Bokaer
Œuvres principales
REPLICA, Why Patterns, RECESS, STACKS, The Invention Of Minus One, A Cure For Surveillance,
Jonah Bokaer est un chorégraphe et artiste américain multimédia international. Il a consacré une partie de sa vie au développement du spectacle vivant à travers la chorégraphie, les médias numériques et de nombreuses collaborations interdisciplinaires, aux États-Unis comme à l’international. Il est également à l’origine de nombreux projets philanthropiques, artistiques et culturels.

## Éducation
Originaire d'Ithaca (New York), Jonah Bokaer étudie la danse à Cornell University. Il obtient ensuite un diplôme de la University of North Carolina School of the Arts (en) avec comme mention spéciale un North Carolina Academic Scholar (Danse Contemporaine / Performance, 2000). À 18 ans Jonah Bokaer rejoint la Merce Cunningham Dance Company, ce qui fait de lui le plus jeune danseur à avoir été recruté par cette compagnie. En parallèle, il suit une formation en arts visuels et médias à The New School (2003 -2007), et reçoit le prix Joan Kirnsner Memorial en 2005. Par la suite, Bokaer complète ses études sur les médias et la représentation à la Parsons The New School for Design ainsi qu’à NYU Performance Studies (en) afin d'alimenter ses propres recherches dans le domaine des médias numériques et de l'animation 3D. Cet enseignement multidisciplinaire lui permettra de développer une approche singulière de la chorégraphie, portée sur les interactions entre le corps humain et les nouvelles technologies,.

## Danse
Jonah Bokaer a collaboré avec de nombreux artistes, notamment Merce Cunningham (2000-2007), John Jasperse (en) (2004-2005), David Gordon (en)[Lequel ?][réf. nécessaire] (2005-2006), Deborah Hay (2005) ou encore Tino Sehgal (2008). Il a également interprété une chorégraphie de George Balanchine, revisitée par Melissa Hayden. D’autre part, Jonah Bokaer intervient fréquemment en tant que chorégraphe auprès de Robert Wilson depuis 2007.

## Chorégraphie
Jonah Bokaer est l'auteur de 32 chorégraphies originales produites en Belgique, au Canada, à Cuba, au Danemark, en France, en Allemagne, en Grèce, au Luxembourg, aux Pays-Bas, en Inde, en Espagne, en Suisse, en Thaïlande, au Royaume-Uni et aux États-Unis. Il participe également à de nombreux projets et festivals de danse à travers le monde, parmi lesquels l'Attakalari Performance Biennale à Bangalore (2009), le Rotterdamse Schouwburg aux Pays-Bas (2010), le Jacob’s Pillow Dance Festival à Becket dans le Massachusetts (2011 et 2012), le Festival d'Avignon (2012), le BAM Next Wave Festival à Brooklyn et une commission de l'Académie nationale des sciences à Washington, D.C.

## Prix et récompenses
Jonah Bokaer est honoré d’un Human Rights Award pour "bénévolat public" en 2000, puis il bénéficie d’une subvention octroyée par la Foundation for Contemporary Arts dans la catégorie "Danse et Média" pour l'année 2005-2006, ainsi que de la bourse d’inauguration "Gallery Installation" du Dance Theater Workshop en 2007. Il reçoit également l'une des quatre bourses nationales "Dance Access" de la part de Dance/USA, des financements de la Andrew W. Mellon Foundation en 2007, et l'Alumni Achievement Award" de la University of North Carolina School of the Arts (en) en 2009. En outre, Jonah Bokaer a accepté, en 2007, la mention spéciale de la New York Dance & Performance / Bessie Awards pour l’organisation de danse Chez Bushwick. Sa chorégraphie The Invention Of Minus One a également remporté un Bessie Award en 2008 pour l’originalité de l’éclairage, conçu par Aaron Copp. En 2008-2009, Jonah Bokaer est le premier danseur à recevoir le prix "Young Leader" décerné par la French-American Foundation.
 Prix, récompenses et bourses : 
- Human Rights Award (Service Public, 2000)
- Joan Kirnsner Memorial Award (The New School, 2005)
- Foundation for Contemporary Arts (Danse & Media, 2005–2006)
- Passing It On Award, Brooklyn Arts Exchange (Chez Bushwick, 2006)
- 25 To Watch, Dance Magazine (2006)
- Inaugural Gallery Fellowship du Dance Theater Workshop (Media, 2007)
- Rolex Mentor and Protégé Arts Initiative (Finaliste dans la catégorie Danse, 2007)
- Bessie Award avec mention spéciale de la New York Dance and Performance (Chez Bushwick, 2007)
- Bessie Award de la New York Dance and Performance (Lumières par Aaron Copp, 2008)
- Bourse "National Dance Access" de Dance/USA (via la Andrew W. Mellon Foundation, 2007)
- Distinction "Young Leader" de la French-American Foundation (Premier Chorégraphe récompensé, 2008–2009)
- Prix "Alumni Achievement" de la University of North Carolina School of the Arts (en) (2009)
- OUT Magazine (2009)
- Prix “NYC Cultural Innovation” de la Rockefeller Foundation (Chez Bushwick, Youngest Recipient, 2009–2010)
- The Nifty Fifty, "Nouveaux Talents Américains" (NY Times, 2010)[13]
- Crain's NY Business “40 Under 40” (2011)
- Bourse Spéciale pour la Chorégraphie de la Bogliasco Foundation/Jerome Robbins (Italie, 2011)
- Prix Nouveau talent Chorégraphie, SACD - Société des Auteurs et Compositeurs Dramatiques (Paris, 2011)
- National Endowment for the Arts (2011, 2012)[14]

## Activisme
En 2002, sous l’impulsion de Jonah Bokaer, un groupe d'artistes et de chorégraphes fondent Chez Bushwick, une organisation artistique à but non lucratif. Cette dernière touche une nouvelle génération de danseurs, de chorégraphes et d’interprètes aux États-Unis et dans le reste du monde, grâce au développement d’une série de programmes accessibles à tous. Ce nouveau mode de travail a pour but de supprimer les barrières entre disciplines et genres artistiques, en employant différentes signatures esthétiques et en abolissant les frontières entre chorégraphe, commissaire d'exposition, producteur, et public. Grâce à diverses collaborations, à son activisme et au dialogue, Chez Bushwick parvient à créer une justice économique dans un climat de crise à New York. L'organisation a récemment reçu un "Fonds pour l'Innovation Culturelle" décerné par la Rockefeller Foundation.

## Entrepreneuriat social
Jonah Bokaer est le cofondateur Center For Performance Research (CPR), une organisation à but non lucratif récemment créée en collaboration avec John Jasperse (en) / Thin Man Dance. Situé à Brooklyn, CPR offre un développement singulier et nouveau pour les arts de la scène. C’est également le premier bâtiment de ce type certifié L.E.E.D - Leadership in Energy and Environmental Design. Ce centre d'art constitue un espace de répétitions et de représentations à un prix très accessible et propose des programmes artistiques novateurs. D’autre part, CPR s’inscrit dans un engagement éducatif et pédagogique, en partenariat avec les différentes communautés de New-York. CPR incarne ainsi un modèle de fonctionnement dynamique et durable dans le monde de la danse et de la représentation. Malgré un climat immobilier peu favorable au développement des arts, CPR permet de maintenir un espace culturel durable et abordable à New-York, tout en favorisant les représentations au niveau de la communauté.
Récompenses pour CPR :
- United States Green Building Council (en) - Premier édifice de Brooklyn à être certifié "bâtiment vert"
- Leadership in Energy and Environmental Design - Premier édifice de Brooklyn à être certifié "bâtiment vert"
- Building Brooklyn Awards - Vainqueur du prix du Mixed Use Development grâce aux différentes missions menées par CPR
- United States National Grid - Prix d’excellence en conception éco-énergétique
- American Institute of Architects (AIA) New York Designs for Living Exhibition – 2008
- Open House New York - Projet Présenté: "New-York Durable"
- Graphic Design USA - Vainqueur en 2008
- Municipal Art Society - Nommé dans la catégorie Neighborhood Catalyst – 2008
- Northeast Sustainable Energy Association - Visite guidée de CPR dans le cadre des "Portes Ouvertes Bâtiments Verts" – 2008
- Village Voice Award – Best New Performance Space - 2008

## Pièces
Certaines œuvres de Jonah Bokaer ont fait l'objet de publications dans Artwurl, The American Society for Alexander Teachers, Critical Corresondence, AADIAL Magazine, Goldrush Dance Magazine, ITCH, Movement Research Performance Journal, Performing Arts Journal et NYFA Current.
Principales œuvres :
- ECLIPSE[16],[17]
- Le Syndrome d'Ulysses
- Fifth Wall
- OCCUPANT (Movements I-IV)
- Mass.Mobile
- FILTER
- Reverse Ruin
- On Vanishing
- Why Patterns
- SEQUEL
- RECESS
- REPLICA
- STACKS
- Anchises[18]
- Autograph
- Prayer & Player
- The Invention Of Minus One[19]
- Three Cases Of Amnesia
- A Cure For Surveillance
- CURTAIN[20]
- No Caption
- False Start
- | underscore |
- Underscribble
- CHARADE
- Relative
- NUDEDESCENDANCE
- RSVP
- OCTAVE

Collaborations
- Daniel Arsham (en) | Artiste (2009-Present)
- Charles Atlas | Cinéaste (2003)
- Irit Batsry (en) | Artiste Vidéo (2010)
- Liubo Borissov | Artiste Vidéo (2007)
- Anne Carson | Écrivain (2008)
- Michael Cole | Artiste Vidéo (2006–2008)
- Peter Cole | Sculpteur (2008)
- Collective Opera Company (2006)
- Aaron Copp | Concepteur d'Eclairage (2008–Présent)
- Merce Cunningham | Chorégraphe (2000–2007)
- Loren Dempster | Compositeur (2005–Présent)
- Robert Gober | Sculpteur (2005)
- Marisela La Grave | Événements Multimédias (2003)
- Christian Marclay  | Compositeur (2008)
- Isaac Mizrahi | Styliste (2008)
- Snarkitecture | Scénographe (2010)
- Robert Wilson | Artiste de Théâtre (2007–Présent)
- FAUST, Charles Gounod (Grand Théâtre de Varsovie, Pologne 2008)
- AÏDA, Giuseppe Verdi (Teatro dell'Opera di Roma, Italie, 2009)
- KOOL: Suzushi Hanayagi (Musée Solomon R. Guggenheim, New-York City, 2009)
- CONFÍNES (IVAM: Institut valencien d'art moderne, Espagne, 2009)
- Dialogue ONE, Theatre Festival, Williamstown, MA, 2009
- Alan Brown, Fives Dances FILM, 2013

Musées, Représentations & Commissions
- The Solomon R. Guggenheim Museum / Works & Process (en) Series 2010 - New-York, États-Unis
- The Solomon R. Guggenheim Museum / Chorégraphie dans la Rotonde, 2011 - New-York, États-Unis
- The New Museum - New-York, États-Unis
- MoMA PS1 - New-York, États-Unis
- The Museum of Arts & Design - New-York, États-Unis
- The Whitney Museum of American Art - New-York, États-Unis
- Musée d'Art contemporain de North Miami - Miami, États-Unis
- Musée d'Art contemporain du Massachusetts North Adams - Massachusetts, États-Unis
- Carré d'Art - Nîmes, France
- Musée d'art contemporain de Marseille (MAC) - Marseille, France
- La Ferme du Buisson - Marne-La-Vallée, France
- Théâtre de la Cité Internationale - Paris, France
- Kunsthalle St. Gallen - St. Gallen, Suisse
- Institut valencien d'art moderne - Valence, Espagne
- Palazzo deli Arti - Naples, Italie
- Musée d'Art moderne Grand-Duc Jean (MUDAM) - Luxembourg

## Relations avec la France
Depuis plus d’une dizaine d’années, beaucoup de chorégraphies réalisées par Jonah Bokaer ont été rendues possibles par une solide collaboration artistique avec la France.
Danse et chorégraphie:
- Collaboration avec la Merce Cunningham Dance Company dans 30 villes françaises (9 régions différentes) pendant 8 ans
- Tournées dans des espaces alternatifs à Paris - Naxos Bobine (2006), La Générale (2006), Atelier de Paris (2007), Galerie Emmanuel Perrotin (2007, 2010)
- Soutien à la production à Marseille - La Compagnie (2006), le Ballet National de Marseille (2010), MAC Marseille (2010)
- Soutien à la production à Lyon - Les Subsistances (2007)
- Soutien à la production à Nîmes - Carré d'art (2009)
- Soutien à la production à Paris - Art / Dan / Le festival, Vanves (2010)
- Soutien à la production à Avignon - Les Hivernales du Festival (2011), Les Pénitents Blancs (2011), le CDC d'Avignon (2011)
- Réception de la Bourse FUSED / Français US en danse subvention (2011)

Production et présentation:
- Accueil en résidence d’Alexandre Roccoli (Chez Bushwick, 2007)
- Accueil en résidence de Christian Rizzo (CPR, 2008)
- Accueil en résidence de Steven Cohen (CPR, 2009)
- Accueil en résidence de David Wampach (CPR, 2009)
- Reproduction de chorégraphies françaises pour les artistes américains par l'intermédiaire de David Wampach (CPR, 2009)

Leadership:
Intégration des jeunes leaders de la French American Foundation 2008 (Paris, Strasbourg) / 2009 (Chicago)
Partenariats: 
- FUSED/French U.S. Exchange in Dance (2007, 2008, 2010, 2011)
- Services Culturels de l'Ambassade Française (2008, 2009, 2010)
- Festival FIAF Crossing The Line (2007, 2008, 2009)
- ONDA (2010)

Représentation et Agence:
Julie George & Damien Valette, Paris